# WWE Bad Blood
WWE Bad Blood (origineel gestileerd als Badd Blood) is een professioneel worstel-pay-per-view (PPV) evenement dat georganiseerd wordt door Amerikaanse worstelorganisatie World Wrestling Entertainment (WWE), in 1997, 2003 en 2004. Het evenement werd voor het eerst gehouden in oktober 1997, toen de promotie nog steeds de World Wrestling Federation (WWF) heette en dat eerste evenement werd gehouden als de 18e In Your House PPV. Na zes jaar en nadat de promotie was omgedoopt tot WWE, keerde Bad Blood in juni 2003 terug als zijn eigen PPV, ter vervanging van King of the Ring. Om samen te vallen met de merkuitbreiding, werden de evenementen van Bad Blood van 2003 en 2004 exclusief gehouden voor worstelaars van de Raw merkdivisie. In 2005 werd Bad Blood vervangen door One Night Stand; Vengeance was dat jaar ook verplaatst naar juni, terwijl The Great American Bash naar juli verhuisde. De eerste Bad Blood staat bekend om de introductie van de Hell in a Cell wedstrijd, die drie jaar lang werd betwist als de hoofdwedstrijd.

## Bad Blood-chronologie
| Editie | Datum          | Stad                  | Locatie          | Main Event |
| ------ | -------------- | --------------------- | ---------------- | --- |
| IYH    | 5 oktober 1997 | Saint Louis, Missouri | Kiel Center      | Shawn Michaels vs. The Undertaker in de eerste Hell in a Cell match voor een match voor het WWF Championship. |
| 2003   | 15 juni 2003   | Houston, Texas        | Compaq Center    | Triple H (c) vs. Kevin Nash in een Hell in a Cell match voor de World Heavyweight Championship.               |
| 2004   | 13 juni 2004   | Columbus, Ohio        | Nationwide Arena | Triple H vs. Shawn Michaels in een Hell in a Cell match.                                                      |
| 2024   | 5 oktober 2024 | Atlanta, Georgia      | State Farm Arena | CM Punk vs. Drew McIntyre in een Hell in a Cell match.                                                        |